# Vikram Patel
Vikram Harshad Patel (Mumbai, 5 de maio de 1964) é um médico e pesquisador indiano conhecido pelo seu trabalho em desenvolvimento infantil e deficiência mental em ambientes socioeconomicamente defasados. Em 2015, apareceu na lista de 100 pessoas mais influentes do ano pela Time.